# Cortiçada
Cortiçada is een plaats (freguesia) in de Portugese gemeente Aguiar da Beira en telt 389 inwoners (2001).